# عبديشوع الرابع مارون
عبديشوع الرابع مارون هو ثاني بطاركة الكنيسة الكلدانية الكاثوليكية تولى منصب البطريركية بعد مقتل يوحنا سولاقا في سنة 1555، قام بنقل كرسي الكنيسة من آمد في ديار بكر إلى سعرد، وتبعه العديد من ألذين اعتنقوا الكاثوليكية في الهند. توفي سنة 1570 وخلفه يهبالاها الخامس بمنصب البطريرك.